# Flughafen Kanysch-Kyja

i8
i11
i13
Der Flughafen Kanysch-Kyja (kirgisisch Каныш-Кыя аэропорту Kanysch-Kyja aeroportu, RU-LID: КШЯ) ist der Flughafen des Dorfes Kanysch-Kyja im Rajon Tschatkal in Kirgisistan. 

## Geschichte
Der Flughafen wurde in den 1970er-Jahren für die Versorgung der Minenarbeiter Kanysch-Kyjas und der umliegenden Siedlungen städtischen Typs Sumsar und Tereksai errichtet. Im Jahr 2012 wurde erwogen, die Landebahn zu erneuern.